# فرودگاه اورلی
فرودگاه اورلی (به انگلیسی: Paris-Orly Airport) (به فرانسوی: Aéroport de Paris-Orly) یک فرودگاه همگانی مسافربری با کد یاتا ORY است که یک باند فرود بتن دارد و طول باند آن ۲۴۰۰ متر است. این فرودگاه در شهر پاریس کشور فرانسه قرار دارد و در ارتفاع ۸۹ متری از سطح دریا واقع شده‌است.

## شرکت‌های هواپیمایی و مقصدهای پروازی
| شرکت‌های هواپیمایی        | مقصدهای پروازی | پایانه |
| ------------------------ | --- | ------ |
| ایگل آزور                | فرودگاه هواری بومدین، فرودگاه راباه بیتات، فرودگاه بتنا، فرودگاه بین‌المللی باماکو-سانوو، فرودگاه صومام عبان رمضان، فرودگاه بیسکرا، فرودگاه بین‌المللی محمد بوضیاف، فرودگاه فارو، فرودگاه مادیرا، فرودگاه لیسبون پورتلا، فرودگاه اس سینیا وهران، فرودگاه فرنسیسکو جسا کارنئیرو، فرودگاه این ارنات، فرودگاه زناتا – مصالی الحاج فصلی: فرودگاه بین‌المللی دیربا–زارزیس | جنوبی  |
| هواپیمایی الجزایر        | فرودگاه هواری بومدین، فرودگاه راباه بیتات، فرودگاه بتنا، فرودگاه صومام عبان رمضان، فرودگاه بیسکرا، فرودگاه بین‌المللی محمد بوضیاف، فرودگاه اس سینیا وهران، فرودگاه اگونار – هج بی اخاموک، فرودگاه زناتا – مصالی الحاج | جنوبی  |
| ایر کارائیب              | فرودگاه کاین رشابوو، فرودگاه بین‌المللی مارتینیک امه سزر، فرودگاه بین‌المللی پوانت آ پیتر، فرودگاه بین‌المللی پرینسس جولیانا، فرودگاه بین‌المللی توسن لوورتور | جنوبی  |
| کورسیکا ایر              | فرودگاه آیاتچو – ناپلئون بنوپارت، فرودگاه باستیا – پورتا، فرودگاه فیگاری ساد-کورسه | غربی   |
| ایر اروپا                | فرودگاه مادرید-باراخاس، فرودگاه پالما د مایورکا | غربی   |
| ایر فرانس                | فرودگاه آیاتچو – ناپلئون بنوپارت، فرودگاه باستیا – پورتا، فرودگاه بیاریتس – انگلت – بییون، فرودگاه بوردو–مریگناک، فرودگاه برست برتانی، فرودگاه کلوی–سینت-کاترین، فرودگاه کاین رشابوو، فرودگاه فیگاری ساد-کورسه (آغاز از ۲ آوریل ۲۰۱۶)، فرودگاه بین‌المللی مارتینیک امه سزر، فرودگاه مارسی پروانس، فرودگاه مونپلیه - مدیترانه، فرودگاه بین‌المللی جان اف کندی (ازسرگیری از ۶ ژوئن ۲۰۱۶)، فرودگاه نیس کوت دازور، فرودگاه پائو پیرنه، فرودگاه بین‌المللی پوانت آ پیتر، فرودگاه رولاند گرو، فرودگاه تولن-ایر، فرودگاه تولوز-بلانیاک | غربی   |
| ایر فرانس اجرا توسط هاپ! | فرودگاه بازل-مولوز-فرایبورگ اروپا، فرودگاه بیاریتس – انگلت – بییون، فرودگاه برست برتانی، فرودگاه کلرمون فران اوورن، فرودگاه لریان برتاین جنوبی، فرودگاه لیون-سینت اگزوپری، فرودگاه مونپلیه - مدیترانه، فرودگاه نانت آتلانتیک، فرودگاه پائو پیرنه، فرودگاه پرپینیان-ریوسالت، فرودگاه کویمپر – کارنوآیل، فرودگاه استراسبورگ | غربی   |
| ایر مالتا                | فرودگاه بین‌المللی مالت | غربی   |
| آلایتالیا                | فرودگاه لینیت | غربی   |
| بریتیش ایرویز            | فرودگاه هیترو لندن | غربی   |
| CityJet                  | فرودگاه لندن سی‌تی | غربی   |
| Corsair International    | فرودگاه ایواتو، فرودگاه بین‌المللی لئوپولد سدار سنگور، فرودگاه بین‌المللی دزااودزی پاماندزی، فرودگاه بین‌المللی مارتینیک امه سزر، فرودگاه بین‌المللی سر سیوساگور رامگولام، فرودگاه بین‌المللی پوانت آ پیتر، فرودگاه بین‌المللی پونتا کانا، فرودگاه رولاند گرو فصلی: فرودگاه پورت بوئت، فرودگاه بین‌المللی مونترآل-پییر الیوت ترودو | جنوبی  |
| هواپیمایی کوبا           | فرودگاه بین‌المللی خوزه مارتی، فرودگاه آنتونیو ماکئو | جنوبی  |
| Eastern Airways          | فرودگاه رودز-مارسیلاس | جنوبی  |
| ایزی‌جت                   | فرودگاه برلین شونفلد، فرودگاه فارو، فرودگاه بین‌المللی ژنو، فرودگاه هامبورگ، فرودگاه لینیت، فرودگاه ناپل، فرودگاه نیس کوت دازور، فرودگاه گالیله، فرودگاه لئوناردو دا وینچی-فیومیچینو، فرودگاه تولوز-بلانیاک، فرودگاه ونیز مارکو پولو فصلی: فرودگاه بین‌المللی آتن، فرودگاه بریندیسی، فرودگاه کگلیاری-الماس، فرودگاه دوبروونیک، فرودگاه ملی جزیره میکناس، فرودگاه اولبیا - کاستا اسمرالدا، فرودگاه پالرمو، فرودگاه بین‌المللی رود، فرودگاه اسپلیت | جنوبی  |
| easyJet Switzerland      | فرودگاه بین‌المللی ژنو | جنوبی  |
| فلای‌بی                   | فرودگاه ساوت‌همپتون | غربی   |
| French Blue              | فرودگاه بین‌المللی پونتا کانا (آغاز از ۱۵ سپتامبر ۲۰۱۶) | جنوبی  |
| هکس ایر                  | فرودگاه پویی-لود | جنوبی  |
| هاپ!                     | فرودگاه لاگارن، فرودگاه اوریاک، فرودگاه بریو – سوئیلاک، فرودگاه کلوی–سینت-کاترین، فرودگاه کستر–مازامت، فرودگاه فیگاری ساد-کورسه، فرودگاه لانیون کوته د گرنیت، فرودگاه تارب-لورد-پیرنه | غربی   |
| هواپیمایی ایبریا         | فرودگاه مادرید-باراخاس، فرودگاه تنریف جنوبی فصلی: فرودگاه تنریف شمالی | غربی   |
| ایسلندایر                | فرودگاه بین‌المللی کفلاویک (ازسرگیری از ۲۸ مارس ۲۰۱۶) | جنوبی  |
| ایران ایر                | فرودگاه بین‌المللی امام خمینی | جنوبی  |
| Jetairfly                | فرودگاه اگادیر المسیره، فرودگاه ادینبرو، فرودگاه مراکش-منارا، فرودگاه انگادس، فرودگاه رباط سله | غربی   |
| نروژین ایر شاتل          | فرودگاه کپنهاگ، فرودگاه هلسینکی، فرودگاه گاردرموئن اسلو، فرودگاه استکهلم-آرلاندا فصلی: فرودگاه فلسلند برگن | جنوبی  |
| اوپن‌اسکایز               | فرودگاه بین‌المللی جان اف کندی، فرودگاه بین‌المللی لیبرتی نیوآرک | غربی   |
| هواپیمایی پگاسوس         | فرودگاه بین‌المللی صبیحه گوکچن | جنوبی  |
| هواپیمایی پادشاهی مراکش  | فرودگاه اگادیر المسیره، فرودگاه بین‌المللی محمد پنجم، فرودگاه موگادور، فرودگاه فس-سایس، فرودگاه مراکش-منارا، فرودگاه ورزازات، فرودگاه انگادس، فرودگاه رباط سله، فرودگاه ابن بطوطه طنجه فصلی: فرودگاه بین‌المللی ناظور | جنوبی  |
| تاپ پرتغال               | فرودگاه لیسبون پورتلا، فرودگاه فرنسیسکو جسا کارنئیرو | غربی   |
| ترانساویا.کام            | فرودگاه اسخیپول آمستردام | جنوبی  |
| ترنسویا فرانس            | فرودگاه اسخیپول آمستردام، فرودگاه اگادیر المسیره، فرودگاه آنتالیا، فرودگاه بین‌المللی آتن، فرودگاه بارسلونا-ال پرات، فرودگاه میلاس-بودروم، فرودگاه بین‌المللی بوداپست فرنک لیست، فرودگاه بین‌المللی محمد پنجم، فرودگاه بین‌المللی دیربا–زارزیس، فرودگاه دوبلین، فرودگاه دوبروونیک، فرودگاه ادینبرو (آغاز از ۲۲ آوریل ۲۰۱۶)، فرودگاه موگادور، فرودگاه فارو، فرودگاه مادیرا، فرودگاه ایبیزا (اسپانیا)، فرودگاه بین‌المللی صبیحه گوکچن، فرودگاه عدنان مندرس، فرودگاه لیسبون پورتلا، فرودگاه لوتن لندن (آغاز از ۲۲ آوریل ۲۰۱۶)، فرودگاه مادرید-باراخاس، فرودگاه مالاگا، فرودگاه بین‌المللی مالت، فرودگاه مراکش-منارا، فرودگاه بین‌المللی منستیر – حبیب بورقیبه، فرودگاه مونیخ، فرودگاه ملی جزیره میکناس، فرودگاه ناپل، فرودگاه انگادس، فرودگاه فرنسیسکو جسا کارنئیرو، فرودگاه پراگ رازیون، فرودگاه بین‌المللی رود، فرودگاه ملی سادورینی (تیرا)، فرودگاه سن پابلو، فرودگاه بین‌المللی بن گوریون، فرودگاه بین‌المللی تونس قرطاج، فرودگاه والنسیا، فرودگاه ونیز مارکو پولو، فرودگاه شوپن ورشو فصلی: فرودگاه رابیل، فرودگاه شامبری ساووی، فرودگاه بین‌المللی خانیا، فرودگاه بین‌المللی کورفو، فرودگاه فس-سایس، فرودگاه بین‌المللی هراکلین، فرودگاه بین‌المللی لارناکا، فرودگاه پالرمو، فرودگاه گالیله، فرودگاه بین‌المللی کفلاویک، فرودگاه بین‌المللی امیلکر کبرل، فرودگاه اسپلیت، فرودگاه بین‌المللی سالونیک، فرودگاه بین‌المللی مادر ترزای تیرانا، فرودگاه ملی نا انچیالوس، فرودگاه زادر چارتر: فرودگاه لانزاروته، فرودگاه کومیسو، فرودگاه فوئرته‌ونتورا، فرودگاه ایوالو، فرودگاه گرن کناریا، فرودگاه ابن بطوطه طنجه، فرودگاه تنریف جنوبی، فرودگاه وارنا | جنوبی  |
| تونس ایر                 | فرودگاه بین‌المللی دیربا–زارزیس، فرودگاه بین‌المللی منستیر – حبیب بورقیبه، فرودگاه بین‌المللی تونس قرطاج | جنوبی  |
| تووین جت                 | فرودگاه لیموگس - بلگراد، فرودگاه پریگو-باسیاک | غربی   |
| ویولینگ                  | فرودگاه آلیکانته-الچه، فرودگاه لانزاروته، فرودگاه آستوریاس، فرودگاه بارسلونا-ال پرات، فرودگاه بیلبائو، فرودگاه کاتانیا-فونتاناروسا، فرودگاه ادینبرو، فرودگاه پره‌تولا، فرودگاه فوئرته‌ونتورا (پایان در ۳۰ آوریل ۲۰۱۶)، فرودگاه گرن کناریا، فرودگاه لیسبون پورتلا، فرودگاه مالاگا، فرودگاه میلانو مالپنسا، فرودگاه پالرمو، فرودگاه فرنسیسکو جسا کارنئیرو، فرودگاه لئوناردو دا وینچی-فیومیچینو، فرودگاه تنریف جنوبی (آغاز از ۵ ژوئن ۲۰۱۶)، فرودگاه والنسیا فصلی: فرودگاه بلوونی گوگلیلمو مارکونی، فرودگاه ایبیزا (اسپانیا)، فرودگاه منورکا، فرودگاه پالما د مایورکا، فرودگاه تنریف شمالی | غربی   |

| شرکت‌های هواپیمایی                                     | مقصدهای پروازی |
| ----------------------------------------------------- | --- |
| آئروفلوت اجرا توسط روسیه ایرلاینز                     | ونوکووا |
| ایگل آزور                                             | هواری بومدین، راباه بیتات، باماکو-سانوو، رفیق حریری بیروت، صومام عبان رمضان، کوناکری، محمد بوضیاف، فارو، کریستیانو رونالدو، لیسبون پورتلا، اس سینیا وهران، فرنسیسکو جسا کارنئیرو، این ارنات، زناتا – مصالی الحاج |
| هواپیمایی الجزایر                                     | هواری بومدین، راباه بیتات، بتنا، صومام عبان رمضان، بیسکرا، محمد بوضیاف، اس سینیا وهران، اگونار – هج بی اخاموک، زناتا – مصالی الحاج |
| ایر کارائیب                                           | کاین رشابوو، خوزه مارتی، مارتینیک امه سزر، پوانت آ پیتر، پرینسس جولیانا، توسن لوورتور، آنتونیو ماکئو، لا امریکاس |
| کورسیکا ایر                                           | آیاتچو – ناپلئون بنوپارت، باستیا – پورتا، فیگاری ساد-کورسه |
| ایر اروپا                                             | مادرید-باراخاس، پالما د مایورکا |
| ایر فرانس                                             | آیاتچو – ناپلئون بنوپارت، باستیا – پورتا، بیاریتس – انگلت – بییون، بوردو–مریگناک، برست برتانی، کلوی–سینت-کاترین، کاین رشابوو، فیگاری ساد-کورسه، مارتینیک امه سزر، مارسی پروانس، مونپلیه - مدیترانه، جان اف کندی، نیس کوت دازور، پائو پیرنه، پرپینیان-ریوسالت، پوانت آ پیتر، رولاند گرو، تولن-ایر، تولوز-بلانیاک |
| ایر فرانس اجرا توسط هاپ!                              | بیاریتس – انگلت – بییون، برست برتانی، کلرمون فران اوورن، لریان برتاین جنوبی، لیون-سینت اگزوپری، مونپلیه - مدیترانه، نانت آتلانتیک، پائو پیرنه، پرپینیان-ریوسالت، کویمپر – کارنوآیل |
| ایر مالتا                                             | مالت |
| آلیتالیا                                              | لینیت |
| آلیتالیا اجرا توسط آلیتالیا سیتی‌لاینر                 | لینیت |
| بریتیش ایرویز                                         | هیترو لندن (پایان در ۲۸ اکتبر ۲۰۱۷) |
| بریتیش ایرویز اجرا توسط بی‌ای سیتی‌فلایر                | لندن سی‌تی (آغاز از ۲۹ اکتبر ۲۰۱۷) |
| کورس‌ایر اینترنشنال                                    | ایواتو، لئوپولد سدار سنگور، دزااودزی پاماندزی، مارتینیک امه سزر، خوزه مارتی، سر سیوساگور رامگولام، پوانت آ پیتر، رولاند گرو، خوآن گئوآلبرتو گومس فصلی: پورت بوئت، مونترآل-پییر الیوت ترودو |
| هواپیمایی کوبا                                        | خوزه مارتی، آنتونیو ماکئو |
| Eastern Airways                                       | رودز-مارسیلاس |
| ایزی‌جت                                                | برلین شونفلد، فارو، ژنو، لینیت، ناپل، نیس کوت دازور، گالیله، لئوناردو دا وینچی-فیومیچینو، تولوز-بلانیاک، ونیز مارکو پولو فصلی: آتن، بریندیسی، کگلیاری-الماس، دوبروونیک، ملی جزیره میکناس، اولبیا - کاستا اسمرالدا، پالرمو، رود، اسپلیت |
| easyJet Switzerland                                   | ژنو |
| French Blue                                           | پونتا کانا، رولاند گرو، سان سالوادور، لا امریکاس |
| هاپ!                                                  | لاگارن، اوریاک، بریو – سوئیلاک، کلوی–سینت-کاترین، کستر–مازامت، فیگاری ساد-کورسه، لانیون کوته د گرنیت، تارب-لورد-پیرنه |
| ایبریا ایرلاین                                        | مادرید-باراخاس، تنریف جنوبی فصلی: تنریف شمالی |
| ایسلندایر                                             | کفلاویک |
| ایران ایر                                             | امام خمینی |
| نروجین ایر شاتل                                       | کپنهاگ، گاردرموئن اسلو، استکهلم-آرلاندا فصلی: فلسلند برگن |
| نروجین ایر شاتل اجرا توسط Norwegian Air International | هلسینکی |
| اوپن‌اسکایز                                            | جان اف کندی، لیبرتی نیوآرک |
| پگاسوس ایرلاینز                                       | صبیحه گوکچن |
| هواپیمایی پادشاهی مراکش                               | اگادیر المسیره، محمد پنجم، موگادور، فس-سایس، مراکش-منارا، ورزازات، انگادس، رباط سله، ابن بطوطه طنجه فصلی: ناظور |
| تاپ پرتغال                                            | لیسبون پورتلا، فرنسیسکو جسا کارنئیرو |
| ترانساویا.کام                                         | اسخیپول آمستردام |
| ترنسویا فرانس                                         | اسخیپول آمستردام، اگادیر المسیره، آتن، بارسلونا-ال پرات، رفیق حریری بیروت (آغاز از ۴ سپتامبر ۲۰۱۷)، میلاس-بودروم، بوداپست فرنک لیست، محمد پنجم، داخله (آغاز از ۲۸ اکتبر ۲۰۱۷)، دیربا–زارزیس، دوبلین، ادینبرو، موگادور، فارو، ایبیزا، لیسبون پورتلا، مادرید-باراخاس، مالاگا، مالت، مراکش-منارا، منستیر – حبیب بورقیبه، مونیخ، ناپل، انگادس، فرنسیسکو جسا کارنئیرو، پراگ رازیون، سن پابلو، بن گوریون، تونس قرطاج، والنسیا، ونیز مارکو پولو، ورونا، وین فصلی: رابیل, خانیا، کورفو، دوبروونیک، فس-سایس، هراکلین، کریستیانو رونالدو، ملی جزیره میکناس، پالرمو، کفلاویک، امیلکر کبرل، رود، ملی سادورینی، اسپلیت، ابن بطوطه طنجه، سالونیک، مادر ترزای تیرانا، تیوات، ملی نا انچیالوس، زادر چارتر: آنتالیا، بورگاس، کومیسو، فوئرته‌ونتورا، گرن کناریا، ایوالو، لانزاروته، ابن بطوطه طنجه، تنریف جنوبی، وارنا |
| TUI fly Belgium                                       | اگادیر المسیره، محمد پنجم، مراکش-منارا، انگادس، رباط سله، ابن بطوطه طنجه |
| تونس ایر                                              | دیربا–زارزیس، منستیر – حبیب بورقیبه، تونس قرطاج |
| تووین جت                                              | پویی-لود، لیموگس - بلگراد، پریگو-باسیاک |
| ویولینگ                                               | آلیکانته-الچه، آستوریاس، بارسلونا-ال پرات، بیلبائو، بیرمنگام، کاتانیا-فونتاناروسا، کپنهاگ (آغاز از ۲۹ اکتبر ۲۰۱۷)، پره‌تولا، گرن کناریا، لانزاروته، لیسبون پورتلا، مالاگا، میلانو مالپنسا، پالرمو، فرنسیسکو جسا کارنئیرو، لئوناردو دا وینچی-فیومیچینو، تنریف جنوبی، والنسیا فصلی: کاردیف، ایبیزا، منورکا، پالما د مایورکا، تنریف شمالی |